# Villa rustica de la Agighiol
Villa rustica este situată la 1,5 km nord de localitatea Agighiol și la 300 m est de Valea Tulcei.

## Legături exerne
- Roman castra from Romania (includes villae rusticae) - Google Maps / Earth Arhivat în 5 decembrie 2012, la Archive.is